# Тимирязев, Аркадий Климентьевич
Аркадий Климентьевич Тимирязев (19 октября 1880, Москва — 15 ноября 1955, там же) — русский физик, философ-марксист, педагог. Внебрачный сын биолога К. А. Тимирязева, профессор МГУ. Известен отрицанием теории относительности и квантовой механики.

## Биография
Сын знаменитого учёного-биолога Климента Аркадьевича Тимирязева и его гражданской жены, Александры Алексеевны Готвальт, урождённой Ловейко. Поскольку первый муж Александры Готвальт, сотрудник Петровской сельскохозяйственной академии, не дал жене развода до самой смерти, она не могла сочетаться с Тимирязевым официальным браком почти 20 лет, что, по законам Российской Империи, делало её детей от Тимирязева «незаконными». Именно поэтому Климент Аркадьевич Тимирязев вынужден был подавать прошение на Высочайшее имя, чтобы ему дозволили усыновить собственного сына. В 1888 году «по Высочайшему повелению Самодержца Всероссийского, нисходя на всеподданнейшее прошение Ординарного Профессора, Статского Советника Климента Аркадьевича Тимирязева» было дозволено восьмилетнему "«воспитаннику» его Аркадию принять фамилию Тимирязев. Исследуя физиологию растений, А. К. Тимирязев интересовался физикой, и дружил с ведущими физиками Московского университета А. Г. Столетовым и П. Н. Лебедевым.
Поступил в Московский университет на математическое отделение (руководитель — П. Н. Лебедев) и в 1904 году окончил физико-математический факультет, был оставлен на кафедре для подготовки к профессорскому званию.
Другим учителем А. К. Тимирязева был сподвижник Столетова Н. П. Кастерин (1869—1947).
В 1909 г., во время поездки с отцом в Кембридж на юбилей Ч. Дарвина, познакомился с Дж. Дж. Томсоном, работы которого оказали на него из зарубежных физиков наибольшее влияние. Основательно изучал и ценил работы физика Л. Больцмана.
В должности приват-доцента покинул Московский университет в 1911 г. После смерти отца в 1920 году инициировал открытие мемориального музея-квартиры Климента Тимирязева.
Проводил исследования явлений в разреженных газах: исследовал связь между внутренним трением (коэффициентом скольжения) и температурным скачком. Теоретические выкладки на основании работ Максвелла были подтверждены экспериментами в области давлений от 760 до 0,001 мм ртутного столба в воздухе и в углекислоте. В соответствии с исследованиями Кундта и Варбурга, установил наличие при больших разрежениях скольжения, пропорционального длине свободного пробега и, следовательно, обратно пропорционального давлению: a = a0/p = c λ. При этом величина a0 была связана в этих опытах с температурным скачком соотношением: a0 = (8/15)γ.
Это исследование было опубликовано в 1913 году на немецком языке, а в 1914 году представлено в Петербургский университет в качестве магистерской диссертации «О внутреннем трении в разреженных газах и о связи скольжения с явлением температурного скачка на границе твёрдого тела и газа». Оппоненты О. Д. Хвольсон и Н. А. Булгаков дали работе высокую оценку, и звание магистра Тимирязеву было присуждено. Магистр физики (1914). В течение многих лет после этих исследований Тимирязев преподавал кинетическую теорию газов и был автором учебника на эту тему.
После экспериментальных исследований 1914 года Тимирязев опубликовал ряд статей по применению интегрального исчисления к расчету трения в разреженных газах. Учебник Тимирязева «Кинетическая теория материи. Лекции, читанные в Московском Государственном университете в 1917—1918 гг.» выдержал 2 переиздания — в 1938 и 1956 годах.

### Советская Россия
После Февральской революции 1917 был восстановлен в должности приват-доцента Московского университета. Профессор теоретической физики физико-математического факультета МГУ (1918—1930). Член первого состава Временного Президиума МГУ (1920). В 1921 году был принят решением ЦК РКП(б) в партию без кандидатского стажа. Организовал рабфак. В 1920—1930 годах — член Государственного Ученого Совета (ГУС) Наркомпроса, с 1924 года был назначен заместителем председателя научно-технической секции этого совета. В 1918—1920 годах возглавлял кафедру физики 2-го МГУ (будущего МИТХТ).
Действительный член НИИ физики и кристаллографии/физики при физико-математическом факультете МГУ (1922—1930). В 1922—1924 годах — член Президиума (ректората) Московского университета (исполнял обязанности проректора по научно-учебной работе). С середины 1920-х гг. Тимирязев опубликовал большое число работ в области истории физики и философских проблем естествознания.
Тимирязев являлся одним из лидеров философского фронта механистов в советской науке. Сам он был непримиримым противником теорий современной физики (теории относительности, квантовой механики), как отмечает д-р филос. наук А. П. Огурцов, Тимирязев обвинял всю эту физику в идеализме, поскольку она отказалась от наглядных механических моделей и заменила их абстрактно-математическими построениями. Столь же нигилистично было его отношение к квантовой механике.
В 1925 году в журнале «Успехи физических наук» был опубликован перевод статьи Д. Миллера «Эфирный ветер», содержащий отчёт об экспериментальном обнаружении, по мнению экспериментатора, движения Земли относительно эфира.
А. К. Тимирязев, который в это время фактически возглавлял НИИ физики при МГУ (НИИФ) и входил в совет физического общества им. Лебедева, откликнулся на это известие статьёй «Экспериментальное опровержение теории относительности» в журнале «Под Знаменем Марксизма».
Эти публикации вызвали дискуссию в СССР,
которая дошла до центральных изданий: 30 июля 1926 г. была опубликована статья Тимирязева в «Известиях ВЦИК», а 1 января 1927 г. за ней последовал ответ А. Ф. Иоффе в газете «Правда».
Оппонентами Тимирязева стали С. И. Вавилов, опубликовавший книгу «Экспериментальные основания теории относительности» и
Б. М. Гессен.
В декабре 1925 г. А. К. Тимирязев сделал доклад на пятом съезде физиков об опытах Д. Миллера, опровергающих принцип относительности. В знак протеста Л. И. Мандельштам вышел из оргкомитета съезда и отказался участвовать в его работе. Негативная реакция последовала также со стороны А. Ф. Иоффе и Я. И. Френкеля.
В 1926—1928 и в 1937—1938 годах — член парткома МГУ. Заведующий кафедрой теплофизики физико-механического факультета МГУ (1930—1931). Заведующий кафедрой технической физики МГУ (1937—1939).
Заведующий кафедрой теоретической физики (1942, г. Свердловск) физического факультета МГУ. В 1940 г. был награждён орденом «Знак Почёта».
Заведующий кафедрой истории физики (1944—1954), редактор сборника «Очерки по истории физики в России» (1949).
Летом 1944 года деятельность А. К. Тимирязева была подвергнута критике со стороны сообщества физиков АН СССР.
11 июля В. М. Молотову от имени А. Ф. Иоффе было направлено письмо четырёх академиков.
В этом письме деятельность А. К. Тимирязева и Н. П. Кастерина были выставлены показательным примером лженауки.
Участвовал в подготовке к Совещанию по физике 1949 года.
Умер в 1955 году. Похоронен рядом с отцом на Ваганьковском кладбище (13 уч.).